# Oxidación de Boyland-Sims
La Oxidación de Boyland-Sims es una reacción orgánica en donde una dimetilanilina se hace reaccionar con persulfato de potasio alcalino, para después hidrolizarlo con el fin de formar orto-hidroxilanilinas.
El isómero orto se forma preferentemente. Sin embargo, el sulfato en posición para se forma en pequeñas cantidades con ciertas anilinas.

## Mecanismo de Reacción
Behrman ha demostrado que el primer intermediario en la oxidación de Boyland-Sims es la formación de una arilhidroxilamina-O-sulfonilo (2). La transposición de este zwitterion forma tanto en el sustituyente orto y el  sustituyente para]] (3ay3b).